# Epeolus canadensis
Epeolus canadensis är en biart som beskrevs av Mitchell 1962. Epeolus canadensis ingår i släktet filtbin, och familjen långtungebin. Inga underarter finns listade i Catalogue of Life.